# Medeopteryx cribellata
Medeopteryx cribellata (лат.) — вид жуков-светляков из подсемейства Luciolinae (Lampyridae). Австралия, Новая Гвинея. 

## Описание
Длина тела около 1 см (6,5–7,2 мм). Пронотум оранжевый, надкрылья тёмные и все их три вершины примерно равной длины с вдавленной зоной, основная окраска желтовато-коричневая; вершины надкрылий округлены; светящийся орган LO в брюшном вентрите V7 и частично в V6. Развит клипеолабральный шов, лабрум слабо склеротизированный, подвижный; заднебоковые углы пронотума округлые; вентрит V7 трёхвыемчатый; брюшные вентриты с изогнутыми задними краями.

## Классификация
Вид Medeopteryx cribellata был впервые описан в 1892 году французским энтомологом Joseph Ernest Olivier (1844—1914) под названием Luciola cribellata Olivier, 1885, а его валидный статус подтверждён в ходе ревизии, проведённой в 2013 году австралийскими энтомологами Лэсли Баллантайн (Lesley A. Ballantyne; School of Agricultural and Wine Sciences, Charles Sturt University, Уогга-Уогга, Австралия) и Кристин Ламбкин (Christine L. Lambkin; Queensland Museum, Брисбен, Австралия), когда он был перенесён из рода Luciola в состав рода Medeopteryx. Сходен с таксоном Medeopteryx effulgens.